# Labramia
Labramia es un género con diez especies de plantas de la familia de las sapotáceas.

## Especies seleccionadas
- Labramia ankaranaensis
- Labramia boivinii
- Labramia bojeri
- Labramia capuronii
- Labramia coriacea
- Labramia costata
- Labramia louvelii
- Labramia mayottensis
- Labramia platanoides
- Labramia sambiranensis

## Sinónimo
- Delastrea